# Die Ehrgeizige
Die Ehrgeizige (OT: Payment on Demand) ist ein US-amerikanisches Filmdrama von Curtis Bernhardt aus dem Jahr 1951 mit Bette Davis und Barry Sullivan in den Hauptrollen.

## Handlung
Zu Beginn des Films äußert Joyce Ramsay ihr Unbehagen über den Arbeiterklasse-Hintergrund von Phil, dem Freund ihrer Tochter Martha. Ihr Mann David ist genervt von den Ansichten seiner Frau, wünscht die Scheidung und fordert sie auf, zurück an ihre Hochzeit vor 20 Jahren zu denken.
In Rückblenden wird über die bescheidenen Anfänge des Paares berichtet und wie sie sich zunehmend Wohlstand erarbeitet haben berichtet. David arbeitet gemeinsam mit seinem Partner Robert Townsend als Anwalt, erhält jedoch keine Aufträge. Joyce ist Sekretärin. Sie wird schwanger und erhält die Möglichkeit, den früheren Fabrikarbeiter und heutigen Patent-Besitzer für Stahlherstellung Swanson als Klienten zu gewinnen. Sie überzeugt Swanson, David allein für den Job zu beauftragen. Nachdem ihr Plan aufgeflogen ist, beendet Robert die Partnerschaft. David ist zunächst erzürnt über das Handeln seiner Frau, aber sie besänftigt ihn und überzeugt ihn, dass es das beste für ihr ungeborenes Kind ist.
In der Gegenwart muss Joyce ihren Töchtern beichten, dass ihr Vater sie verlassen hat. Sie erfährt, dass David mit einer anderen Frau gesehen wurde und engagiert einen Privatdetektiv, um Nachforschungen anzustellen.
In einem weiteren Rückblick ist David zu einem der Vorstände in Swansons Firma aufgestiegen. Er wird nach San Francisco versetzt, möchte jedoch weiterhin in den Vororten leben. Doch Joyce überzeugt ihn, in die Stadt zu ziehen. Sie lernt Emily Hedges kennen und freundet sich mit ihr an. Die beiden Frauen verbinden ihre Bestrebungen nach einem sozialen Aufstieg. Indes lebt Robert in ärmlichen Verhältnissen und ersucht um ein Darlehen von 15.000 US-Dollar bei seinem alten Freund David. Im Haus trifft er jedoch nur auf Joyce, die ihm sagt, dass David nicht in der Lage sei, ihm zu helfen. David erfährt von der Lüge seiner Frau und beschuldigt sie, gefühllos zu sein.
In der Gegenwart werden David und seine neue Freundin Eileen Benson von Joyce Detektiv aufgespürt. Joyce fordert von David sein komplettes Vermögen und droht, seine Untreue vor einem Gericht zu enthüllen, wenn er ihren Forderungen nicht nachkommt. David leistet keinen Widerstand.
Während einer Karibik-Kreuzfahrt trifft Joyce auf den Engländer Anthony Tunliffe. Bei einem Aufenthalt in Port-au-Prince treffen die beiden auf die mittlerweile geschiedene, verblendete und alkoholisierte Emily, die mit einem Gigolo zusammenwohnt. Emily äußert sich mit Sorge über Joyce’ Zukunft. Als Joyce erfährt, dass Anthony verheiratet ist und lediglich eine Affäre sucht, verlässt sie das Schiff und kehrt heim. Auf der Hochzeit von Martha und Phil trifft Joyce erstmals wieder auf David. Als er sie nach Hause bringt, schlägt er vor, dass sie es noch einmal miteinander versuchen. Joyce zögert und will sicher sein, dass David sie liebt und nicht nur bedauert.

## Hintergrund
Der Originaltitel der RKO-Produktion lautete The Story of a Divorce. Obwohl der Film bereits 1949/50 gedreht wurde, kam er erst am 15. Februar 1951 und damit nach dem Erfolg von Alles über Eva in die Kinos. Dies verhalf der Produktion zum Kassenerfolg. In der BRD hatte der Film am 14. November 1952 Premiere.
Das Original-Drehbuch ließ keine Zweifel an der Zukunft des Paares. Das ursprüngliche Ende zeigt Joyce und David wiedervereint am Frühstückstisch. Dieses Ende zeigte Joyce wiederum als ambitionierte Frau, die ihren Ehemann dominiert. RKO-Eigentümer Howard Hughes war unglücklich über das Ende und den ursprünglichen Titel. Er zitierte Regisseur Bernhardt sowie die zwei Hauptdarsteller Davis und Sullivan in das Studio, informierte sie über den neuen Titel und ließ ein neues Ende drehen. Per Flugzeug wurde das neue Ende nach New York City versandt, wo in der Radio City Music Hall die Uraufführung stattfand. Die neue Filmrolle erreichte erst nach Beginn der Vorstellung – unter dem ursprünglichen Titel – den Veranstaltungsort. Die Endrolle mit dem neuen Ende konnte jedoch noch gezeigt werden. Bette Davis sagte später: „The new ending broke our hearts. The one we had shot was the true ending for our film. We also were brokenhearted over the title change.“

## Kritik
„Von Bette Davis in der zentralen Rolle mit allen Registern theatralischer Schauspielkunst belebtes psychologisches Frauendrama.“

„PAYMENT ON DEMAND verbindet Realismus und filmische Klischees. Das macht die zwiespältigen Gefühle aus, die sich beim Sehen einstellen. Das Hauptkonstrukt, wie es hier nur in der Struktur beschrieben ist, erweist sich auch in Details als zu heterogen. Und selbst die Rückblicke ins Leben von Joyce Ramsey, die lichttechnisch raffiniert mit durchsichtigen Kulissenwänden jeweils ein- und ausgeblendet werden, verlieren spätesten beim zweiten Sehen des Films ihre Faszination, reduzieren sich zu Theatereffekten. Aber dann ist da immer: Bette Davis als Joyce Ramsey. Man leidet mit ihr, man hat Mitleid mit ihr, und manchmal kann man sie auch nicht leiden. Aber dann sind da: ihre Blicke, ihr Gang, ihre Gesten. Wie sie eine Treppe herunterkommt, wie sie einen Raum verlässt, wie sie ein langes schwarzes Kleid trägt oder auch einen weißen Hut, wie sie in einen Spiegel sieht. Wie sie berechnend und böse und einsam und klein und groß ist. Wie sie, mit 42, auch eine junge Frau spielt und doch meit ausseht wie Mitte fünfzig. Wie sie mit einer Fülle eine Leere zeigt. Für Barry Sullivan war es eine unlösbare Aufgabe, eine Ehe mit Bette Davis zu spielen. PAYMENT ON DEMAND ist einzig und allein ein Bette-Davis-Film.“